# Паратова Юлія Євгеніївна
Ю́лія Євге́нівна Пара́това (* 7 листопада 1986, Одеса, СРСР) — українська спортсменка, важкоатлетка, бронзова призерка Олімпійських ігор 2012 року, проживає в Одесі, майстер спорту міжнародного класу.

## З життєпису
Закінчила Одеську національну юридичну академію, факультет міжнародно-правових відносин та юридичної журналістики. Перший тренер — Дмитро Старощук.
Учасниця Олімпійських ігор—2012, зайняла п'яте місце.
9 квітня 2013 року в місті Тирана (Албанія) здобула золоту медаль на чемпіонаті Європи з важкої атлетики у ваговій категорії до 53 кілограмів, піднявши 90 + 104 кілограми.
В квітні 2016 року здобула срібну нагороду на Чемпіонаті Європи (Фьорде, Норвегія).
У серпні 2016-го стало відомо, що через дискваліфікацію Зульфії Чиншанло та Крістіни Йову отримає бронзову нагороду Олімпійських ігор 2012 року.

## Результати
| Рік              | Місце                    | Вага             | Ривок            | Ривок            | Ривок            | Ривок            | Поштовх          | Поштовх          | Поштовх          | Поштовх          | Загалом          | Місце            |
| Рік              | Місце                    | Вага             | 1                | 2                | 3                | Місце            | 1                | 2                | 3                | Місце            | Загалом          | Місце            |
| Олімпійські ігри | Олімпійські ігри         | Олімпійські ігри | Олімпійські ігри | Олімпійські ігри | Олімпійські ігри | Олімпійські ігри | Олімпійські ігри | Олімпійські ігри | Олімпійські ігри | Олімпійські ігри | Олімпійські ігри | Олімпійські ігри |
| ---------------- | ------------------------ | ---------------- | ---------------- | ---------------- | ---------------- | ---------------- | ---------------- | ---------------- | ---------------- | ---------------- | ---------------- | ---------------- |
| 2012             | Лондон, Велика Британія  | 53 кг            | 91               | 94               | 94               | 2                | 105              | 108              | 108              | 8                | 199              | 3                |
| 2016             | Ріо-де-Жанейро, Бразилія | 48 кг            | 84               | 86               | 86               | 4                | 95               | 95               | 98               | 9                | 179              | 8                |
| Чемпіонат світу  |                          |                  |                  |                  |                  |                  |                  |                  |                  |                  |                  |                  |
| 2010             | Анталья, Туреччина       | 58 кг            | 87               | 90               | 90               | 12               | 107              | 110              | 110              | 13               | 200              | 12               |
| 2013             | Вроцлав, Польща          | 53 кг            | 90               | 92               | 92               | 3                | 105              | 110              | 110              | 8                | 195              | 5                |
| 2014             | Алмати, Казахстан        | 53 кг            | 90               | 91               | 91               | 5                | 109              | 114              | 114              | 7                | 200              | 5                |
| 2015             | Х'юстон, США             | 53 кг            | 90               | 93               | 93               | 5                | 105              | 108              | 113              | 10               | 198              | 8                |
| Чемпіонат Європи |                          |                  |                  |                  |                  |                  |                  |                  |                  |                  |                  |                  |
| 2011             | Казань, Росія            | 58 кг            | 88               | 91               | 92               | 2                | 105              | 108              | 110              | 3                | 200              | 2                |
| 2013             | Тирана, Албанія          | 53 кг            | 85               | 88               | 90               | 1                | 100              | 104              | 106              | 4                | 194              | 1                |
| 2014             | Тель-Авів, Ізраїль       | 53 кг            | 88               | 90               | 91               | 1                | 103              | 106              | 106              | 2                | 194              | 2                |
| 2015             | Тбілісі, Грузія          | 53 кг            | 87               | 90               | 93               | 1                | 103              | 106              | 110              | 1                | 200              | 1                |
| 2016             | Фьйорд, Норвегія         | 53 кг            | 90               | 90               | 94               | 1                | 108              | 108              | 108              | 4                | 202              | 2                |

## Нагороди
Указом Президента України № 336/2016 від 19 серпня 2016 року нагороджена ювілейною медаллю «25 років незалежності України».